# الغواصة الألمانية يو-742
غواصة يو-742 غواصة يو بوت ألمانية من غواصة الفئة السابعة سي بنيت لسلاح بحرية ألمانيا النازية كريغسمارينه، في أحواض شيتشاو-فيرك خلال الحرب العالمية الثانية.

## التصميم
كانت إزاحة الغواصة يو-742 تبلغ 769 طن عند السطح و871 طن أثناء الغوص، ويبلغ طولها الإجمالي 67.10 متر، وطول هيكل الغواصة 50.50 متر، وبعرض 6.20 متر، وارتفاع 9.60 متر، وغاطس 4.74 متر. وزُودت الغواصة بالطاقة بواسطة محركي ديزل سداسيي الأسطوانات من طراز  F46 أنتجته شركة جرمانيا لبناء السفن، ينتجان قوة إجمالية تتراوح بين 2800 و3200 حصان للاستخدام على السطح، ومحركين كهربائيين مزدوجين من طراز (بالإنجليزية: AEG GU 460/8–27) ينتجان قوة إجمالية قدرها 750 حصان للاستخدام أثناء الغوص، وكان لها عمودان ومروحتان بطول 1.23 متر. كانت الغواصة قادرة على العمل على عمق يصل إلى 230 متر.